# Musik Europe Alive

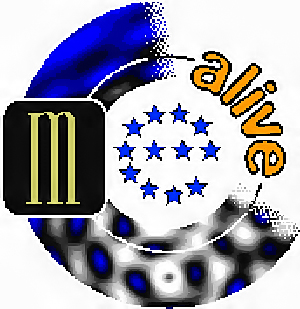
Logo des Musikforums „Musik Europe Alive“

Als erstes deutschsprachiges und interaktives Musikforum und unabhängiges Online-Musikmagazin im Internet ging die Medienplattform MEA Musik Europe Alive (Das Musikforum war erreichbar unter GO:MUSIK via CompuServe) im Januar 1995 Online.
Am 1. Juni 1996 erfolgte mit der ersten Live-Übertragung (Live Video) eines Popkonzerts in Europa und anschließendem Live-Interview (Fantastische Vier, Theaterhaus Stuttgart-Wangen) durch Media Online Network M.O.N. via CompuServe eine Europapremiere im Video-Streaming mittels Stream Works-Client.

## Geschichte
Das erste deutschsprachige Musikforum „MEA Musik Europe Alive“ (der Titel wurde bewusst mehrsprachig gewählt) wurde Ende 1994 als Konzept eines interaktiven Onlinemusikmagazins vorgestellt und Anfang 1995 durch den Betreiber M.O.N. Media Online Network (Betreiber und Chefredakteur (V. i. S. d. P.): Ralph Kubick) einem breiten Internetpublikum präsentiert.
Das Musikforum war zwar unabhängig geführt, jedoch an die Technik und die Plattform des Providers gebunden (GO:Musik via CompuServe). Im ersten Jahr war aber damit für den deutschsprachigen Raum eine gewisse Exklusivität gewahrt. Internetuser konnten sich als Forums-Mitglieder eintragen und so selbst Musikbeiträge veröffentlichen oder abrufen.
Weiterhin waren Besucher und Mitglieder in der Lage sich über die verschiedenen Musikrichtungen in den jeweiligen Foren und Internet-Chats auszutauschen und Nachrichten oder multimediale Beiträge zu verfassen. Mit diesem Angebot gehörte das Musikforum MEA bereits 1995 zu den Pionieren in der entstehenden Web 2.0 Bewegung. Das unabhängige Musikforum hatte über 30.000 Mitglieder und bestand von 1995 bis Anfang 1999. Einer der Höhepunkte des Musikforums war die Übertragung des ersten Europäischen Live-Konzerts im Internet 1996. Der Zugriff von 5000 Usern zeitgleich war zu dieser Zeit eine Sensation.

## Inhalt
Besuchern des Musikforums bot die Plattform die Möglichkeit Musiknachrichten, Hits, Charts, Tourdaten, Soundclips sowie von Usern eigene Musikkompositionen, Musikinhalte und Musikbeiträge als Download abzurufen oder eigene Beiträge der verschiedenen Medienfiles hoch zu laden.
Das Angebot reichte von MIDI-, WAVE-, WMA- später mp3-Files in einer Anspiellänge von 30 sec für lizenzierte Musik. User konnten sich in Musiktitel einhören und die aktuellen Musikcharts abspielen. Komponisten stellten zudem eigene Werke in voller Länge in das Forum. Regelmäßige Komponistenwettbewerbe für MIDI- und WAVE- files waren besonders beliebt. Größter Beliebtheit genossen ebenfalls die aktuellen Bild- und Fotobeiträge von Künstlern und Musikern die durch Fotoagenturen und Schallplattenlabels zur Verfügung gestellt wurden.

## Redaktion
Das Forum wurde von sogenannten WizOp’s und Sysop’s (Forums-Mitarbeitern mit Systemadministrationsrechten) journalistisch aufbereitet und gepflegt. Genutzt wurde die Infrastruktur, der sogenannte CIM-Manager und das Tool Cosmo ein Softwaresystem auf CompuServe. Zwischenzeitlich waren bis zu 30 Forums-Mitarbeiter und Journalisten im Musikforum MEA tätig, die auch die Jury bei Komponisten-Wettbewerben stellte.
Der Aufwand für das Betreiben des Forums war erheblich, das Konvertieren und der Upload der Bild- und Musik-Dateien erforderte mit durchschnittlich 14,4 kB/s anfangs erhebliche Zeitaufwand. Zu jedem bereitgestellten Musiktitel und jedem Bildtitel mussten zudem die Rechte einzeln bei der Musikindustrie angefragt und freigegeben werden. Der Umgang mit dem Urheberrecht erforderte ebenfalls umfangreiche Maßnahmen und Verhandlungen, da sich die Rechtsprechung ständig veränderte. Media Online Network verhandelte u. a. mit der GEMA zu dieser Zeit über eine einheitliche Veröffentlichungsrichtlinien auf CompuServe. Das Musikforum konnte durch gute redaktionelle Arbeit, so, viele Auseinandersetzungen im digitalen und multimedialen Bereich vermeiden. Für die Redaktion war das Flaming in den hoch geladenen Beiträgen eine echte Herausforderung. Beiträge und Meinungen konnten in kürzester Zeit entfachen und mussten beständig moderiert werden.

## Das Ende des Musikforums
Mit dem Ende von CompuServe und damit dem Ende des Musikforums schloss sich eine Gruppe ehemaliger Musikforums Mitarbeitern (SysOps) mit Andrea Veyhle, Andreas Fischer und Markus Veyhle zusammen und starteten am 2. Mai 1999 das Online-Musikmagazin Vampster.